# Zamarada hombergi
Zamarada hombergi är en fjärilsart som beskrevs av Claude Herbulot 1980. Zamarada hombergi ingår i släktet Zamarada och familjen mätare. Inga underarter finns listade i Catalogue of Life.